# Lhalu Yeshe Norbu Wangchug
Lhalu Yeshe Norbu Wangchug (tibétain : ལྷ་ཀླུ་ཡེ་ཤེས་ནོར་བུ་དབང་ཕྱུག་, Wylie : lha klu ye shes nor bu dbang phyug, ? - 6 décembre 1891) est un homme politique tibétain. Il est Kalön du Kashag de 1881 à 1891.